# Сузато, Тильман
Тильман Суза́то (нидерл. Tielman Susato, также Thielman, Tylman, Thylman, Tilman или Thilman, ок. 1510/1515, Зост, Вестфалия или Кёльн — после 1570, возможно, Швеция) — фламандский нотоиздатель и композитор. Хотя его место рождения точно неизвестно, некоторые учёные считают им город Зост (нем. Soest), из-за имени «Susato», то есть горожанин Зоста, города в Вестфалии.

## Биография
О жизни Сузато известно крайне мало. С 19 лет Сузато жил в городе Антверпен, где служил музыкальным писцом-каллиграфом в кафедральном соборе, а в 1531—1549 — трубачом капеллы собора, а также городским шпильманом (менестрелем). В 1530-х годах женился на Элизабете Пельц, у них было трое детей — Клара, Якоб и Катарина. В 1542 году, вместе с печатником ван Виссенакеном и неким книготорговцем тер Брюггеном, Сузато основал первую нидерландскую нотопечатню, единоличным владельцем которой стал уже через год. В 1551 году он открыл при ней специальный магазин музыкальных инструментов и нот. В 1555 году Сузато познакомился с прославленным Орландо Лассо, который в это время жил в Антверпене. Вместе они в том же году опубликовали большой сборник произведений Лассо (так называемый «opus 1») с итальянскими мадригалами и вилланеллами, французскими шансон и латинскими мотетами. В 1561 году дело Сузато перешло к сыну композитора Якобу.
В 1550-х годах, кроме музыкальной и коммерческой деятельности в Антверпене, Сузато приобретал имущество в Северной Голландии, где не раньше 6 сентября 1561 года он избирался на высокие государственные должности в Петтене. В Алкмаре 6 августа 1564 года было составлено завещание Тильмана Сузато и его жены, Элизабеты Пельц, в доме зятя, Арнольда Розенберга (мужа дочери Сузато Клары). Сын Якоб, продолжатель нотопечатного дела композитора, умер в Антверпене в ноябре 1564 года. Жена композитора умерла в период между 6 ноября и 24 декабря 1564 года в Алкмаре. Известно, что в 1565—1570 годах Тильман Сузато участвовал в дипломатических делах своего зятя, Арнольда Розенберга, связанного с королевским домом Швеции. Последние по времени упоминания Сузато относятся к декабрю 1569 и июню 1570 года.

## Издательское дело
Тильман Сузато напечатал сочинения свыше 90 авторов, главным образом представителей нидерландской школы XVI века. Помимо этого Сузато известен как первый издатель сочинений Орландо Лассо и шансон Жоскена Депре. Он публиковал и свою музыку, тем самым обеспечив своим сочинениям долгую жизнь (они исполняются и записываются и сегодня).
Из нотопечатни Сузато вышло 31 издание церковной и 26 изданий светской музыки, включавшие ряд его собственных сочинений. Нотоиздательская деятельность Сузато способствовала распространению нидерландской полифонии и дала богатый материал для историографии европейской музыкальной культуры.

## Сочинения
Большая часть сочинений Сузато выполнена в традициях строгого стиля. Среди написанного и изданного Сузато:
- месса,
- семь мотетов для двух, четырёх, пяти и шести голосов,
- шести- и четырёхголосные псалмы,
- девяносто шансон (в том числе две на материале известной песни «Mille regretz»)
- пятьдесят восемь четырёхголосных танцев и др.

## Издания
- Chanson, 14 livres, 1543—55;
- Vingt et six chansons musicales…, 1543;
- Trente et une chansons, 1544 (две тетради), переиздано в Париже А. Агнелем (1970—71);
- Musyck boexken, v. 1—11, 1551—61;
- La fleur des chansons, v. 1—6, 1552;
- Madrigali e canzoni francesi, v. 1—5, 1558, и др.

Среди прочего, четыре сборника Musyck boexken (v. IV—VII) Сузато посвятил Souterliedekens Климента-не-Папы — многоголосным обработкам «метрической» (то есть переложенной стихами) протестантской Псалтири. Souterliedekens в настоящее время считается важным источником по народной музыке Нидерландов.

## Дискография
- Dansereye 1551, performed by the New London Consort, Philip Pickett, conducting. Decca Record Company, London, 1993.